# Hu Die
Hu Die (胡蝶S, Hú DiéP) (Shanghai, 1907 o 1908 – Vancouver, 23 aprile 1989) è stata un'attrice cinese.
Conosciuta anche con il suo nome inglese Butterfly Wu, fu una delle più popolari attrici cinesi durante gli anni venti e trenta del Novecento. Recitò in The Burning of the Red Lotus Temple, film che fece scoppiare la passione per i film di genere arti marziali; Sing-Song Girl Red Peony, primo film sonoro cinese, e quello che viene considerato il suo miglior film, Twin Sisters. Eletta con l'appellativo di "Regina del Cinema" nel 1933, vinse il premio come miglior attrice nel 1960 all'Asian Film Festival per la sua interpretazione in Rear Door.

## Biografia
Hu Die, nome di famiglia Hu Ruihua (胡瑞华S, Hu Jui-huaP) nacque a Shanghai nel 1907 o 1908; famiglia nativa dell'Heshan, provincia del Guangdong emigrata quando lei aveva l'età di nove anni. Quando padre diventò un ispettore generale della tratta ferroviaria Pechino - Harbin spese la maggior parte della sua adolescenza per le città del nord della Cina, inclusa Pechino, Tianjin e Yingkou ed imparò a parlare un perfetto mandarino, che si rivelò di grande vantaggio quando il cinema cinese passò dal muto al sonoro.

Nel 1924, Hu Ruihua tornò a Shanghai con la famiglia. Quando la prima scuola di formazione per attori ed attrici del Paese aprì, lei fu una delle prime studentesse ad iscriversi. Adottò il nome d'arte di "Hu Die", che significa "farfalla" e Butterfly Wu divenne il suo nome inglese (Wu è la pronuncia in shanghainese di Hu).

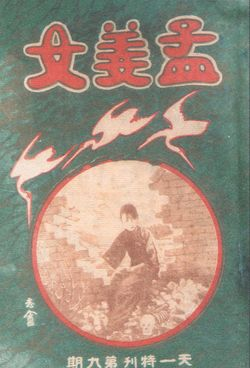
Locandina del film Lady Meng Jiang

### Primi anni
Il primo ruolo come attrice fu nel film Success. La prima parte come attrice protagonista fu nel film Autumn Stirs Resentments (Qiu Shan Yuan), dove si innamorò dell'attore Lin Xuehuai. La relazione non durò a lungo e quando la storia finì i giornali locali riempirono le loro pagine riguardo all'accaduto.

Hu Die si affermò nel 1926, firmando con la Tianyi Film Company, uno dei più grandi studi cinematografici di Shanghai, di proprietà di Runje Shaw. La Tianyi all'epoca ebbe successo perché era in grado di soddisfare il grande pubblico con una rapida produzione di film. Hu Die recitò in 15 film nell'arco di soli 2 anni; molti di questi, come ad esempio The Traumatic Romance of Liang and Zhu (1926) e Lady Meng Jiang (1927), furono popolari, ma considerati di basso livello artistico.

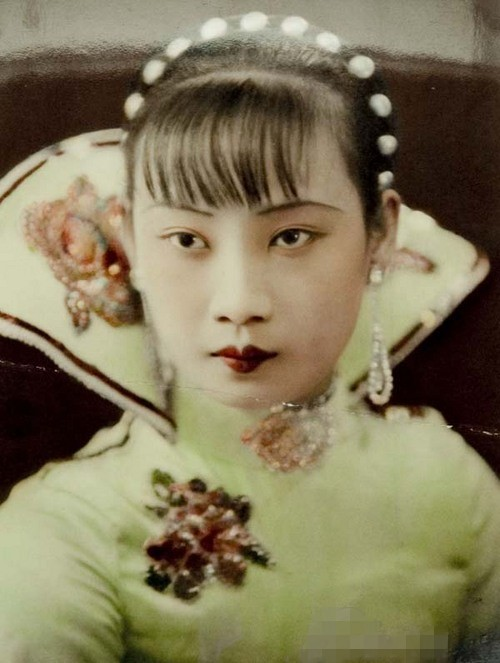
Hu Die in un costume di scena

#### Mingxing Studio
Nel 1928, Hu Die declina il rinnovo del contratto con la Tianyi, firmando con la rivale Mingxing Film Company, guidata da l'uomo d'affari e regista Zhang Shichuan e il talentoso sceneggiatore Zheng Zhengqiu. Firmò con un contratto di circa l'equivalente di 1000 dollari statunitensi al mese, grande somma per l'epoca. Il suo primo film con la Mingxing fu Tower in the White Clouds (1928). Fece amicizia con l'altra star del cinema dell'epoca, Ruan Lingyu; le due sarebbero diventate le più grandi star del cinema cinese degli anni trenta. Il suo ruolo di "ragazza rossa" nel film The Burning of the Red Lotus Temple (1928) la spinse verso la celebrità. La pellicola fu un tale successo che lo studio cinematografico fece 17 sequel con lo stesso nome tra il 1928 e il 1931. Iniziò una vera e propria mania per i film delle arti marziali; il film venne attaccato dalle critiche degli intellettuali perché i bambini trascuravano i loro compiti scolastici per studiare le arti marziali.
Nel 1931, Hu Die interpreta un ruolo in Sing-Song Girl Red Peony, il primo film sonoro cinese. Rispetto ad altre stelle del cinema muto dell'epoca, che erano per lo più meridionali, con scarsa capacità nel capire e parlare mandarino, Hu Die passò dal muto al sonoro con grande facilità. Apparve in molti film sonori e fu in grado di cantare nel film The Flower of Freedom. 
Hu Die, nel 1934, recita in Twin Sisters, in cui ha sapientemente interpretato il doppio ruolo di due sorelle gemelle con personalità molto diverse. Il film non divenne solamente estremamente popolare, ma vinse anche il plauso della critica. È generalmente considerato il suo miglior film.

#### L'incidente di Mukden
Il 18 settembre del 1931, Hu Die arrivò a Tianjin da Pechino, dove la Mingxing aveva in programma di girare il film Marriage of Tears and Laughter, un adattamento a un romanzo di Zhang Henshui. Lo stesso giorno, i giapponesi avevano ideato l'Incidente di Mukden, un pretesto per l'invasione della Manciuria. Zhang Xueliang, il maresciallo che era il capo dell'esercito nord-orientale, ordinò ai suoi soldati di ritirarsi piuttosto che combattere i giapponesi. Girava voce che la sera che i giapponesi presero Mukden, il Maresciallo Zhang stava ballando con Hu Die a Pechino, una grave accusa, che minacciava di danneggiare la carriera e la reputazione dell'attrice. Hu Die dovette acquistare uno spazio sul Shen Bao, il più grande giornale di Shanghai, per dissipare la voce, dicendo che credeva essere una diceria lanciata dai media giapponesi, al fine di screditare Zhang Xueliang.
La sua versione fu confermata da altri attori e dipendenti dellai Mingxing. Anni dopo, memorie di persone vicine a Zhang Xueliang dissero che il maresciallo non avrebbe mai incontrato Hu Die nella sua vita, e a Zhang fu dato l'ordine da Chiang Kai-she di non resistere al nemico giapponese.

### Regina del cinema

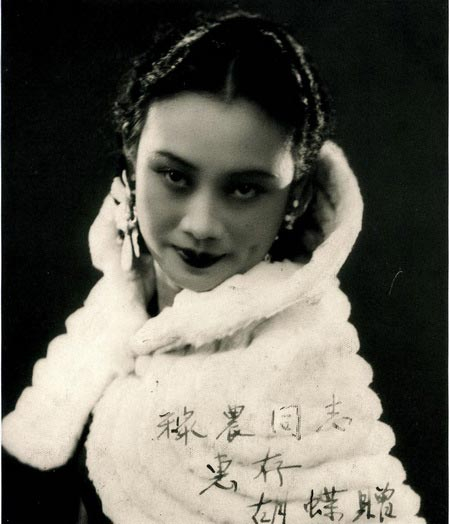
Foto autografata di Hu Die per l'attore Gong Jianong

Nel 1933, il giornale Star Daily (明星日报), condusse il primo sondaggio pubblico per eleggere la stella del cinema cinese più popolare. Arrivarono fan da tutto lo Stato, ma anche qualcuno dal Giappone, per partecipare al sondaggio, e il risultato venne pubblicato durante una cerimonia pubblica il 28 febbraio dello stesso anno. Hu Die vinse con 21.334 voti, più del doppio rispetto alla seconda arrivata Chen Yumi, e quasi tre volte tanti rispetto a Ruan Lingyu. Fu incoronata come prima "Regina del Cinema" cinese.

#### Tour europeo
Nel febbraio 1935, Hu Die fu inviata ad unirsi ad una delegazione cinese per partecipare al Festival cinematografico internazionale di Mosca in Unione Sovietica. Fu l'unica star del cinema donna a partecipare alla delegazione, che componeva principalmente uomini influenti del settore cinematografico. Si presentò tardi per il festival ma ricevette ugualmente una calorosa accoglienza, e i suoi film Twin Sisters e Orchid in a Remote Valley (Konggu Lan) furono successivamente proiettati a Mosca e a Leningrado. Da Mosca, poi, continuò il tour visitando la Germania, la Francia, l'Inghilterra, la Svizzera e l'Italia, ricevendo notevole attenzione da parte del pubblico e un trattamento VIP dalle autorità europee, per le quali le star del cinema cinese erano novità. Scattò molte fotografie e scrisse molte note del suo viaggio, pubblicate dopo il suo ritorno in Cina.

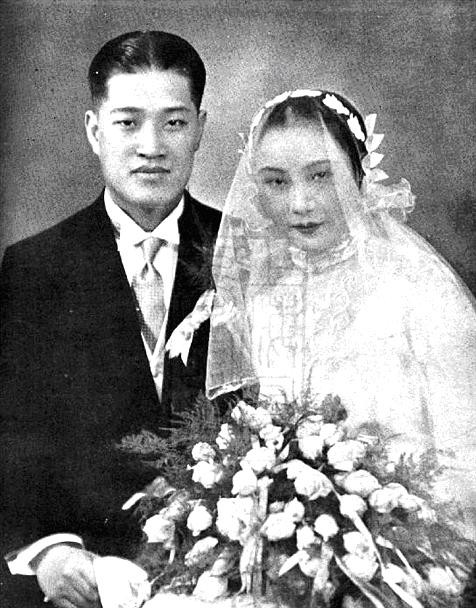
Foto di matrimonio di Hu Die e Pan Yousheng

#### Matrimonio
Nel 1931, un cugino introdusse Pan Yousheng (潘有声) a Hu Die, un giovane impiegato di una ditta di commercio di Shanghai. Hu Die era molto attenta e riservata, i due cominciarono a frequentarsi e nell'autunno del 1935, annunciarono il loro il imminente matrimonio. Il loro matrimonio fu il più importante evento sociale di Shanghai dell'anno. Famose star del cinema furono occupate come damigelle e paggi, inclusi i figli delle stessi. Hu Die era pronta a ritirarsi dal mondo del cinema, come si usava al tempo dopo il matrimonio di un'attrice, ma, con il supporto del marito, Hu firmò un contratto con la Mingxing per un altro anno. Fece solo un altro film, prima dello scoppio della seconda guerra sino-giapponese e la dura battaglia di Shanghai, che distrusse completamente la sede della Mingxing e altri studi di Shanghai nel 1937.

### Seconda guerra sino-giapponese
Appena l'Impero giapponese invase e occupò Shanghai e la maggior parte dell'est della Cina, Hu Die e Pan Yousheng si rifugiarono nella colonia britannica di Hong Kong. Hu Die diede alla luce una bambina ed un bambino in questo periodo. Pan lavorò per un'azienda di commercio ad Hong Kong e nel frattempo Hu girò due film. Dopo lo scoppio della guerra del Pacifico nel dicembre del 1941, anche Hong Kong cadde in mano giapponese. Sotto la pressione degli invasori, fu costretta a fare un film-documentario dal titolo Hu Die Touring Tokyo, per la propaganda di guerra, ma Hu, rifiutando di collaborare, si rifugiò segretamente a Chongqing, la capitale in tempo di guerra della Repubblica di Cina resistenza. Fu un viaggio lungo e tortuoso attraverso una zona di guerra. Si intrufolò nella metropolitana, e fu fuori da Hong Kong. Partigiani della Resistenza la guidarono attraverso i territori della provincia del Guangdong. Rimase a Shaoguan per un anno e mezzo prima di partire per Guilin nel Guangxi, non raggiunse Chongqing fino alla fine del 1943.
Subito dopo il suo arrivo a Chongqing recitò nel film The Road to Nation Building, per aiutare lo sforzo bellico di resistenza. Durante le riprese nella località di Guilin, il Giappone lanciò una grande offensiva militare in una zona vicina. La troupe perse tutte le attrezzature, dovendo unirsi a decine di migliaia di profughi in fuga dalla guerra, a piedi. The Road to Nation Building fu l'unico film di Hu non portato a termine; più tardi descrisse quell'incidente come "uno dei più tragici della mia vita".
Mentre a Chongqing, Hu Die venne in contatto con il potente maestro spia Dai Li. Era stata precedentemente introdotta a Dai Li a Shanghai dal suo collega Xu Lai, sposato con un amico intimo di Dai Li. Secondo il libro delle memorie del tenente di Dai Li, Hu Die divenne l'amante di Dai Li durante il periodo.

### Dopo la guerra

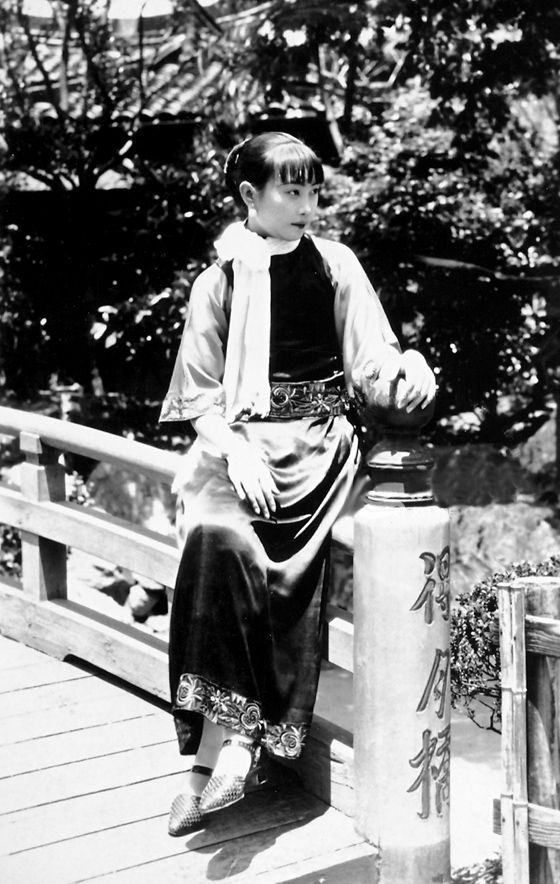
Hu Die, foto di Wang Kai Studio

Hu Die tornò a Shanghai dopo la resa del Giappone nel 1945. Dai lì morì in un incidente aereo nel marzo del 1946. Nel bel mezzo della guerra civile cinese, Hu Die si trasferì nuovamente dal marito, ad Hong Kong nel 1946. Pan Yousheng aprì una società per realizzare thermos con il marchio Butterfly, e lei promosse attivamente il prodotto ad Hong Kong e nel Sud-Est asiatico. Vissero anni felici in insieme, fino a quando Pan morì poco dopo aver diagnosticato un cancro al fegato nel 1958.
Dopo la morte del marito, Hu Die ritornò nell'industria cinematografica nel 1959, interpretando ruoli di donna anziana. Fece svariati film con la Shaw Studio, la compagnia successiva alla Tianyi, e la sua performance in Rear Door, film di Li Han-hsiang, vince il premio come miglior attrice al 7º Asian Film Festival a Tokyo nel 1960. Pellicola che visse il premio anche come miglior film allo stesso Festival.
Si ritirò nel 1966, dopo una carriera lunga più di quarant'anni. Si è detto che nel 1967 sposò un ammiratore di nome Zhu Fangkun (o Song Kunfang), che le aveva dato il suo sostegno finanziario in un periodo difficile dopo la morte di Pan Yousheng. Emigrò a Vancouver, in Canada nel 1975 per unirsi a suo figlio. Visse una vita a basso profilo, evitando l'attenzione dei media e utilizzando il nome di Pan Baojuan. Scrisse il suo libro di memorie, pubblicato nel 1986, per prima, a Taiwan, e nel 1987 in Cina. Morì il 23 aprile 1989, dopo aver subìto un ictus.

### La figlia
Hu Die aveva una figlia illegittima di nome Hu Ruomei (胡若梅), in seguito ribattezzata a Hu Yousong (胡友松), nata nel 1939. L'identità del padre è tuttora sconosciuta. Fu cresciuta da una madre adottiva e rimase in Cina mentre Hu Die si trasferiva ad Hong Kong. Nel 1966, Hu Yousong sposò Li Zongren, che aveva brevemente servito come presidente della Repubblica di Cina, ed era di 49 anni più vecchio di lei. Dopo Li Zongren, morto nel 1969, fu perseguitata durante la rivoluzione culturale, e più tardi divenne una monaca buddista.

## Filmografia
- Amid the Battle of Musketry (1925)
- Autumn Stirs Resentments (Qiushan Yuan) (1925)
- Princess Iron Fan (Tie shan gong zhi) (1927)
- The Journey to the West, Female Country (Xi you ji nu er guy) (1927)
- Xin cha hua (1927)
- Burning of the Red Lotus Monastery (Huo shao hong lian si) (1928)
- Cosmetics of Market (Zhifen shichang) (1933)
- Class Crazy (1933)
- Twin Sisters (Zi mei hua) (1934)
- The Classic for Girls (Nu er jing) (1934)
- The Night Is Fragrant (1935)
- Jie hou tao hua (1935)
- Rights for Women (Nü guan) (1936)
- Yongyuan de weixiao (1936)
- Rouge Tears (Yanzhi Lei) (1938)
- The Perfect Beauty (Juedai Jiaren) (1940)
- The Sparrow Flies East and South (Kongque Dongnan Fei) (1941)
- Sing-Song Girl Red Peony (Genu Hong Mudan) (1941)
- A Dream of Spring (Chun zhi men) (1947)
- Mou furen (1947)
- Heavenly Souls (Jin xiu tian tang) (1949)
- Kasher Asli (Hou men) (1959)
- Nobody's Child (Kuer liulang ji) (1960)
- My Daughter, My Daughter (Liang dai nu ring) (1960)
- Street Boys (Jie tong) (1960)
- Filial Piety (Xiao dao) (1960)
- The Search of Loved One (Wan li xun qing ji) (1961)
- When Dreams Come True (1966)
- Lady in the Tower (Ta li de nu ren) (1967)